# Emanuel Ax

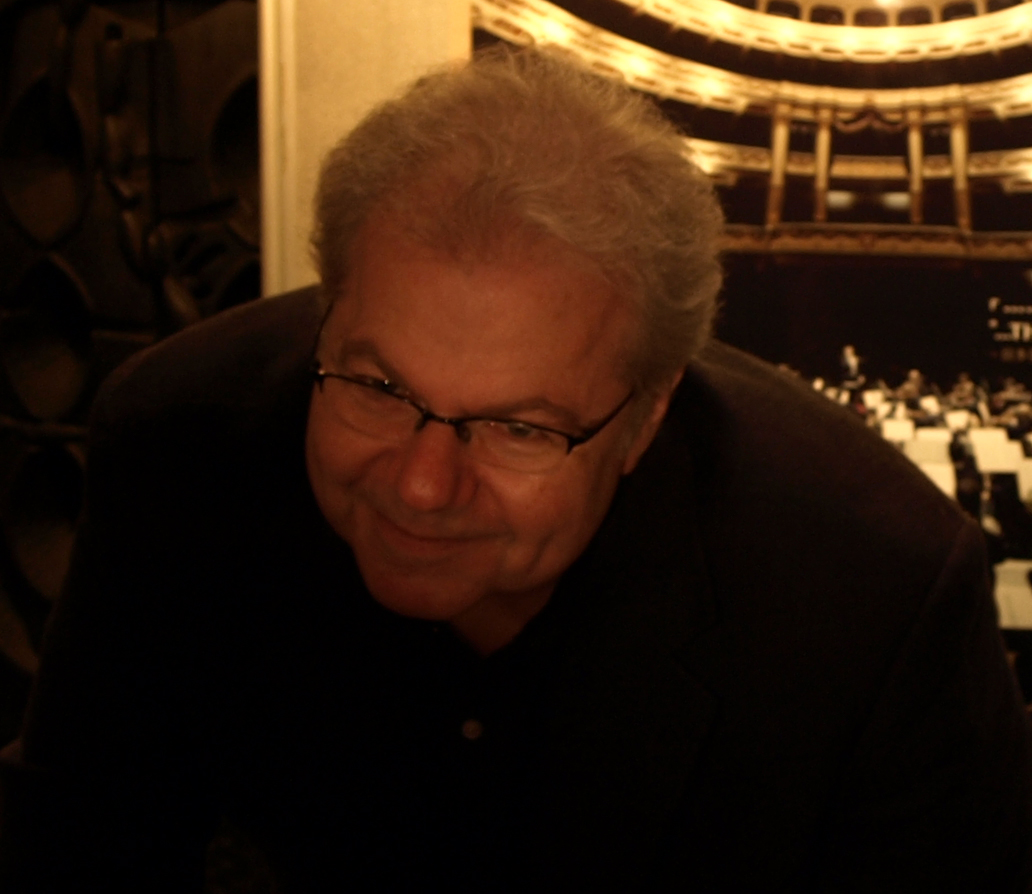
Emanuel Ax (2009)

Emanuel Ax (* 8. Juni 1949 in Lemberg) ist ein US-amerikanischer Pianist polnisch-jüdischer Herkunft.

## Leben
Emanuel Ax ist in Lemberg geboren. Seine jüdischen Eltern überlebten das Konzentrationslager. Im Alter von 6 Jahren begann Ax, Klavier zu lernen; sein erster Lehrer war sein Vater.
Als Emanuel Ax 8 Jahre alt war, zogen seine Eltern mit ihm nach Warschau, wo er an der Schule an der Miodowa-Straße weiter Klavierunterricht erhielt.
1959 wanderte er mit seinen Eltern nach Kanada aus und zwei Jahre später in die USA. Emanuel Ax studierte in New York, unter anderem an der Juilliard School of Music, an der er heute lehrt. Im Jahre 1969 begann mit dem Debüt in Südamerika seine internationale Konzertkarriere.
Ax gewann den ersten Preis beim Arthur Rubinstein International Piano Master Competition im Jahr 1974. 1979 wurde er mit dem Avery Fisher Prize ausgezeichnet. Er erhielt außerdem mehrere Schallplattenpreise, so 1995 und 2004 den Grammy Award in der Sparte Instrumentalist ohne Orchester für seine Aufnahmen von Sonaten Joseph Haydns. Seit 2007 ist er Mitglied der American Academy of Arts and Sciences und seit 2009 der American Philosophical Society. 2013 wurde er mit dem ECHO Klassik für die Solistische Einspielung des Jahres geehrt. Von der Yale University und der Columbia University wurde Ax die Ehrendoktorwürde der Musik verliehen. Ax wohnt mit seiner Frau, der Pianistin Yoko Nozaki, und den gemeinsamen  Kindern Joseph und Sarah in New York.

## Repertoire
Neben Klassik und Romantik widmet sich Ax Werken der Moderne, unter anderem von Arnold Schönberg, Paul Hindemith, Aaron Copland, Hans Werner Henze und John Adams.